# Зайнагабдинов, Салих Насретдинович
Салих Насретдинович Зайнагабдинов (15 августа 1931, Мелеузовский район, Башкирская АССР — 22 октября 2020 — 22 октября 2020) — организатор сельскохозяйственного производства, Герой Социалистического Труда.

## Биография
Родился 15 августа 1931 года в дер. Альмекей (Альмякаево) Мелеузовского района Башкирской АССР в крестьянской семье.
После войны поступил на курсы бухгалтеров, в 17 лет его назначили счетоводом колхоза «Альмекей». Затем служил в армии, учился, получил диплом агронома-организатора Башкирском сельскохозяйственном институте, работал агрономом в колхозе.
Председатель колхоза имени Ленина Мелеузовского района (1959—1985).
Тридцать шесть лет Зайнагабдинов был депутатом районного Совета. В январе 1999 года ушел на заслуженный отдых. С 2003 года — председатель объединенного совета ветеранов войны, труда и Вооруженных Сил города Мелеуза и Мелеузовского района.

## Награды
- Герой Социалистического Труда (1971 — за высокие показатели сельскохозяйственного производства).
- Награждён орденом Ленина, двумя орденами Трудового Красного Знамени, орденом Дружбы народов, а также медалями.
- Заслуженный работник сельского хозяйства Республики Башкортостан (1997)[3].